# Grüne Jugend
Die Grüne Jugend (inoffizielle Abkürzung GJ, Eigenschreibweise GRÜNE JUGEND) ist die unabhängige Jugendorganisation von Bündnis 90/Die Grünen. 

## Politische Positionen
Inhaltlich ist die Jugendorganisation unabhängig von der Partei Bündnis 90/Die Grünen und hat daher in einigen Bereichen andere Forderungen als die Partei. In vielen Gebieten vertritt sie radikalere Positionen als diese und zeichnet sich auch durch die enge Zusammenarbeit mit anderen Jugendorganisationen aus.
Einige wichtige Themen sind die Klimapolitik – insbesondere die Energiewende und ein schneller Ausstieg aus der Kohle, Drogenpolitik – hier setzt sich die Grüne Jugend in erster Linie für die Entkriminalisierung und Legalisierung von Cannabis (THC) ein, Bildungspolitik – etwa in Bezug auf die Frage der Studiengebühren, die abgelehnt werden, Gendergerechtigkeit, Umweltpolitik und Europapolitik.
Die Grüne Jugend tritt gegen Rassismus, Antisemitismus und Diskriminierung allgemein ein und fordert die Gleichberechtigung von Homosexuellen, transidentitären Personen und anderen Formen des Zusammenlebens. Im Rahmen ihrer Anti-Atom-Politik hat sich die Grüne Jugend aktiv an den Protesten gegen den Castortransport beteiligt. Im Bereich der Digitalpolitik setzt sie sich für Bürgerrechte in der Informationsgesellschaft, Datenschutz und die Unterstützung von freier Software ein. Um den gesellschaftlichen Zusammenhalt zu stärken, fordern die Grüne Jugend mehr soziale Fürsorge etwa durch die Erhöhung des Arbeitslosengeldes und gute Bezahlung für alle Jobs, „unabhängig davon ob am Fließband, als Kellner oder an der Uni gearbeitet wird.“ Verkehrspolitisch fordert die Grüne Jugend autofreie Innenstädte sowie „sinnvolle und günstige öffentliche Alternativen“ zum motorisierten Individualverkehr.

## Geschichte

### Vorgeschichte (bis 1988)
Noch vor Mitte der 1980er Jahre bildeten sich erste den Grünen nahestehende „politische Schülergruppen“ an einzelnen Schulen. Die erste Gründung einer Grünen Jugend unter dem Namen erfolgte in Niedersachsen mit der Grünen Jugend Braunschweig (GJBS) bereits im Frühjahr 1981. Gleichzeitig versuchte die ehemalige Jugendorganisation der FDP, die Jungdemokraten (DJD bzw. Judos), die strukturierte Zusammenarbeit mit der Grünen Partei, ohne jedoch sich selbst als Organisation vereinnahmen zu lassen. Relativ unabhängig von den Grünen formierte sich 1986 ein Netzwerk grüner, alternativer, bunter und autonomer Jugendgruppen, das sich GA-BA-Spektrum nannte. Grüne Kreise kommentierten den Zusammenschluss damals kritisch. Zu nennenswerten politischen Initiativen des Netzwerks kam es nach zwei Bundeskongressen 1987 nicht. Vor der Gründung des 1994 gegründeten Grün-Alternativen Jugendbündnisses (GAJB) unterhielt die Bundespartei eine Bundesjugendkontaktstelle, die als Koordinationsstelle für eine lose Vernetzung junger Mitglieder und Sympathisanten der Partei Die Grünen diente. Als Gegenmodell zur GA-BA, bzw. als parteinahere Organisation, etablierten Die Grünen im Februar 1990 den ersten Vorläufer der grünen Jugendorganisation. Die sogenannte Grün-Alternative Jugendkoordination (JuKo) setzte sich aus jeweils zwei stimmberechtigten Vertretern pro Bundesland zusammen. Die Kosten für Veranstaltungen, Druckerzeugnisse und Fahrtkosten wurden jeweils aus eigenem Haushalt bestritten, der durch die bundesgrüne Partei zur Verfügung gestellt wurde.

### Erste Gründungen auf Landesebene (1988–1991)
1988 gründete sich mit der Grün-Alternativen Jugend Schleswig-Holstein (GAJ SH) der erste explizit parteinahe Jugendverband auf Landesebene. Die Landespartei erkannte die GAJ im Juni 1989 offiziell als Jugendverband an. Auch in anderen Bundesländern gründeten sich erste grüne Jugendstrukturen, so im Jahr 1988 in Neu-Ulm die Grün-bunt-alternative Jugend. Ein Jahr später trafen sich grüne Jugendliche zu einem ersten bayernweiten Treffen in Erlangen. In der Folge gründete sich am 24./25. März 1990 das Grün-Bunte-Jugendnetz (GBJ) in München als Vorläufer der Grünen Jugend. Der Landesverband der Bayerischen Grünen anerkannte es im Juli 1990 auf einer Landesversammlung in Grafing.
Mehrere Landesverbände wurden 1991 gegründet; so die damalige Grün-Alternative Jugend Baden-Württemberg (14. April 1991) und die Grüne Jugend Hessen, die als hessischer Landesverband im Frühjahr 1991 aus dem Frankfurter Jugendstammtisch der Grünen hervorging. Sie nutzt seither einen Frosch als Logo.
Auch innerhalb der Jugendorganisationen spielte sich der Flügelkampf der Grünen ab. Während die Jugendzusammenschlüsse in Schleswig-Holstein und Hessen sich eher dem Realo-Flügel zugehörig fühlten, sahen sich die Bayerischen und Berliner Jugendgruppen eher im Fundi-Lager. Trotz der unterschiedlichen politischen Ausrichtung konnte man sich im Dezember 1989 in Hannover auf eine gemeinsame Plattform verständigen, die grün-alternativ-bunt-autonomen Jugendgruppen (GABA). In einer gemeinsamen Resolution fassten sie ihr Selbstverständnis als unabhängiger Zusammenschluss unterschiedlicher Jugendgruppierungen zusammen. Die GABA verstand sich als Koordination und Netzwerk zu inhaltlichen Themen wie Antifaschismus, Ökologie, Gleichberechtigung und Frieden. Als Arbeitsplattform wurden Projektgruppen definiert – Hierarchien oder Funktionäre innerhalb der GABA wurden strikt abgelehnt.

### Grün-Alternatives Jugendbündnis (Bundesebene, seit 1994)
Die Grüne Jugend wurde 1994 in Hannover gegründet. Zunächst war sie ein eigenständiger Verband und trug den Namen Grün-Alternatives Jugendbündnis (GAJB).
 Ab 1994 erschien SPUNK, die Mitgliedzeitung der Grünen Jugend. Sie wurde 2013 mit der 75. Ausgabe eingestellt. SPUNK steht für „spontan, politisch und natürlich kritisch“. Nachdem die SPUNK ab 2014 zunächst als reines Online-Magazin fortbestand, wurde auch dieses mit Beschluss des 53. Bundeskongresses im November 2019 eingestellt und durch die „über:morgen“ ersetzt, die seit August 2020 zweimal jährlich als Printmagazin erscheint. Mitglieder der Grünen Jugend haben außerdem dauerhaft Zugriff auf eine kostenlose Digitalversion.
Nach Jahren heftiger Debatten um die Art und Weise, grüne Jugendarbeit zu institutionalisieren, setzte sich die Grüne Jugend als Verband durch; das System der Jugendkontaktstellen löste sich nach und nach auf. 2001 beschloss der Bundesverband der GJ die Umwandlung von einem strukturell eigenständigen Verband zu einer Teilorganisation der Partei.
2003 wurde ein Konzept zur Einführung von Mitgliedsbeiträgen auf dem Bundeskongress in Leipzig von der Bundesmitgliederversammlung angenommen. Es sah zunächst danach aus, als würde die geforderte Ratifizierung durch zwölf Landesverbände nicht erreicht. Im Oktober 2004 stimmte der zwölfte Landesverband (Brandenburg) zu. Im Jahr 2010 wurden alle Satzungen und Ordnungen grundlegend überarbeitet, so wurde die Doppelmitgliedschaft in anderen parteinahen Jugendorganisationen ausgeschlossen.
Seit Dezember 2021 stehen die Grünen erstmals seit 2005 wieder auf Bundesebene in der Regierungsverantwortung (Kabinett Scholz).

### Kritik am Programm von Bündnis 90/Die Grünen
Im Oktober 2023 wurden Katharina Stolla und Svenja Appuhn zu Bundessprecherinnen der Grünen Jugend gewählt.
Sie warben im Mai 2024, wenige Wochen vor der Europawahl 2024, für eine linke Utopie, Klassenkampf und einen demokratischen Sozialismus. Das kapitalistische System funktioniere nicht. Appuhn beklagte, es fehle „eine linke Utopie, für die es sich zu kämpfen lohnt“. Sie forderte in einem Interview mit der SZ höhere Steuern für „Millionäre und Milliardäre“; große Vermögen müssten „stärker umverteilt“ werden. Es könne „nicht sein, dass eine winzige Minderheit auf Milliardenvermögen“ sitze, während „viele Kinder nicht mal ein warmes Mittagessen auf dem Tisch haben“.

### Austritt des Vorstands aus Bündnis 90/Die Grünen
Im September 2024 kündigte der gesamte Bundesvorstand geschlossen seinen Rücktritt sowie Austritt aus der Partei Bündnis 90/Die Grünen und der Grünen Jugend an. Der Vorstand begründet diesen Schritt wie folgt: „Wir glauben, dass es mittelfristig keine Mehrheiten in der Partei für eine klassenorientierte Politik gibt, die soziale Fragen in den Mittelpunkt rückt und Perspektiven für ein grundsätzlich anderes Wirtschaftssystem aufzeigt.“ Stattdessen gaben die Mitglieder an, „einen neuen, dezidiert linken Jugendverband zu gründen“. Dies ist inzwischen im Jugendverband Junge Linke verwirklicht. Die Vorstände mehrerer Landesverbände folgten dem Bundesvorstand und traten ebenfalls aus der Partei aus, und zwar in den Landesverbänden Bayern, Berlin, Brandenburg, Hamburg, Niedersachsen, Nordrhein-Westfalen, Rheinland-Pfalz und Schleswig-Holstein, ebenso die Abgeordnete der Hamburger Bürgerschaft Ivy May Müller, welche sich als parteiloses Mitglied der Linksfraktion anschloss.

## Struktur und Organisation
Die Jugendorganisation ist in Kreisverbände sowie 16 Landesverbände untergliedert. Nach Verbandsangaben waren im Jahr 2024 etwa 16.000 Menschen Mitglied der Grünen Jugend. Neumitglieder von Bündnis 90/Die Grünen, die das 28. Lebensjahr nicht vollendet haben, werden automatisch Mitglied der Grünen Jugend, sofern sie dem nicht widersprechen. In allen Ländern sind Mitglieder der Partei von den Mitgliedsbeiträgen der Grünen Jugend befreit. Eine Mitgliedschaft in einer mit Bündnis 90/Die Grünen konkurrierenden Partei oder deren Jugendverband ist untersagt. Die Mitgliedschaft in der Grünen Jugend endet in der Regel am 28. Geburtstag, wobei allerdings einige Landesverbände abweichende Regelungen haben (Bayern, Hessen, Saarland, Sachsen-Anhalt und Thüringen: 30. Geburtstag). Damit hat der Grünen-Jugendverband das niedrigste Höchstalter der Parteijugendverbände (28. Geburtstag), nachdem die Jungen Piraten ihr Höchstalter bei ihrer Bundesmitgliederversammlung 2015.Q1 von 27 auf 29 Jahre angehoben haben. Zuletzt gab es 2019 sowie 2022 Bemühungen der jeweiligen Bundesvorstände, das Höchstalter bundesweit einheitlich auf 30 Jahre anzuheben. Diese scheiterten jedoch auf dem 52. Bundeskongress in Leipzig sowie auf dem 56. Bundeskongress in Bielefeld an der erforderlichen, satzungsändernden Zweidrittelmehrheit.
Höchstes beschlussfassendes Gremium ist die Bundesmitgliederversammlung, Bundeskongress (Buko) genannt, zu der alle Mitglieder eingeladen werden und auch stimmberechtigt sind. Der Bundeskongress im Oktober 2022 beschloss den Beginn eines Debattenorteprozesses, der nach einem Zwischenbericht auf dem Bundeskongress 2023 mit konkreten Reformvorschlägen bis 2024 abgeschlossen werden sollte. In diesem Rahmen wurde mehrfach auch die Einführung eines Delegiertensystems auf Bundeskongressen diskutiert, da diese mit dem allgemeinen Mitgliederzuwachs mitgewachsen und zu einer logistischen wie finanziellen Herausforderung geworden waren. Nachdem der Prozess durch den Rücktritt des gesamten Bundesvorstandes im September 2024, nur wenige Wochen vor dem jährlichen Bundeskongress, nicht wie geplant abgeschlossen werden konnte, wird für den Bundeskongress im Herbst 2025 ein entsprechender Satzungsänderungsantrag auf Einführung eines Delegiertensystems verbandsintern allgemein erwartet. Erste Überlegungen für einen Reformprozess zur Bundesmitgliederversammlung lassen sich mindestens bis Ende 2019 zurückverfolgen.
Der Bundeskongress wählt den zehnköpfigen Vorstand mit zwei Sprechern (laut Satzung als „Sprecher*innen“ bezeichnet), das Bildungsteam des Bundesverbandes, sämtliche Delegationen (FYEG, Bundesfrauenrat von Bündnis 90/Die Grünen) und das Schiedsgericht. Neben dem Bundeskongress findet jährlich zweimal der sogenannte „Länderrat“ (das zweithöchste beschlussfassende Gremium) statt, bei dem Delegierte der 16 Landesverbände zusammenkommen und beispielsweise inhaltliche Anträge beschließen. (Beispielsweise hat die Grüne Jugend am Länderrat im Dezember 2021 dem Koalitionsvertrag der Ampel zugestimmt.)

### Bundesvorsitzende Grüne Jugend
| Jahre     | Sprecherin          | Sprecher             |
| --------- | ------------------- | -------------------- |
| seit 2024 | Jette Nietzard      | Jakob Blasel         |
| 2023–2024 | Svenja Appuhn       | Katharina Stolla     |
| 2021–2023 | Sarah-Lee Heinrich  | Timon Dzienus        |
| 2019–2021 | Anna Peters         | Georg Kurz           |
| 2017–2019 | Ricarda Lang        | Max Lucks            |
| 2015–2017 | Jamila Schäfer      | Moritz Heuberger     |
| 2014–2015 | Thees Kalmer        | Erik Marquardt       |
| 2013–2014 | Thees Kalmer        | Felix Banaszak       |
| 2012–2013 | Sina Doughan        | Jens Parker          |
| 2011–2012 | Gesine Agena        | Karl Bär             |
| 2010–2011 | Gesine Agena        | Emily May Büning     |
| 2008–2010 | Kathrin Henneberger | Max Löffler          |
| 2006–2008 | Paula Riester       | Jan Philipp Albrecht |
| 2005–2006 | Nike Wessel         | Stephan Schilling    |
| 2004–2005 | Ines Eichmüller     | Stephan Schilling    |
| 2003–2004 | Ines Eichmüller     | Benedikt Lux         |
| 2002–2003 | Tina Gerts          | Benjamin von der Ahe |
| 2001–2002 | Tina Gerts          | Werner Graf          |
| 2000–2001 | Ramona Pop          | Werner Graf          |

### Bundesvorsitzende Grün-Alternatives Jugendbündnis
| Jahre     | Sprecher          | Sprecher         |
| --------- | ----------------- | ---------------- |
| 1999–2000 | Katja Husen       | Andreas Gebhard  |
| 1997–1999 | Nadja vom Scheidt | Lars Lübben      |
| 1996–1997 | Astrid Henning    | Manuela Rottmann |
| 1994–1996 | Birgit Spohn      | Jens Augner      |

### Daten der Landesverbände
| Landesverband          | Sprecher                               | Gründung |
| ---------------------- | -------------------------------------- | -------- |
| Baden-Württemberg      | Tamara Stoll, Tim Bühler               | 1991     |
| Bayern                 | Anna Gmeiner, Jonas Turber             | 1992     |
| Berlin                 | Marie Graser, Teresa Reichelt          | 1992     |
| Brandenburg            | Valerie Reichardt, Landelin Winter     | 2000     |
| Bremen                 | Laura Hollerweger, Daniel Breitenstein |          |
| Hamburg                | Lotte Elisabeth Musiol, Leon Meyer     | 1994     |
| Hessen                 | Senem Bozdag, Titus Dharmababu         | 1991     |
| Mecklenburg-Vorpommern | Luzie Stroschein, Henriette Held       | 2005     |
| Niedersachsen          | Yola Kreitlow, Lukas Kluge             | 1994     |
| Nordrhein-Westfalen    | Aslı Baskas, Björn Maue                | 1999     |
| Rheinland-Pfalz        | Sara Pasuki, Giuseppe Guzzo            | 1994     |
| Saar                   | Finn Schlicker, Lara Bütermann         | 1993     |
| Sachsen                | Miriam Schröter, Jacob Kempe           | 1992     |
| Sachsen-Anhalt         | Laura Dittrich, Markus Pesch           | 2003     |
| Schleswig-Holstein     | Jacqueline Kühl, Marcel Beutel         | 1988     |
| Thüringen              | Sara Schläger, David Döring            | 1997     |

### Mitgliedschaften in anderen Verbänden
Die Jugendorganisation ist unter anderem Mitglied bei:
- Global Young Greens, der internationalen Grünen Jugend
- Federation of Young European Greens (FYEG) / Fédération des Jeunes Écolos Européens (FJEE) (deutsch: Vereinigung Junger Europäischer Grüner), einer Plattform europäischer grüner und grünennaher Jugendgruppen
- Zentralstelle für Recht und Schutz der Kriegsdienstverweigerer aus Gewissensgründen
- Attac, einem globalisierungskritischen Netzwerk. Die Grüne Jugend war eines der Gründungsmitglieder von Attac und ist in dessen Koordinierungskreis seit 2006 vertreten.
- Informations- und Dokumentationszentrum für Antirassismusarbeit (kurz: IDA e. V.)
- Cooperation and Development Network Eastern Europe, einem Netzwerk osteuropäischer grüner und grünennaher Jugendorganisationen
- Bahn für Alle, einem Bündnis gegen die Bahnprivatisierung
- World Carfree Network, einem Netzwerk für eine weltweite Reduzierung des Automobilgebrauchs
- Deutsches Nationalkomitee für internationale Jugendarbeit, der Interessenvertretung von jungen Menschen und Jugendorganisationen in multilateralen Organisationen

## Kontroverse Forderungen

### Aufhebung des Inzestverbotes
Die Grüne Jugend trat 2012 bis mindestens 2014 für eine Aufhebung des Inzestverbotes ein, da es die Menschenwürde verletze. Es sei „ein krasser staatlicher Eingriff in die Privatsphäre und die selbstbestimmte Lebensplanung junger Menschen“. Unterstützung erhielten sie dabei unter anderem von dem Grünen-Abgeordneten Hans-Christian Ströbele. Auf der anderen Seite gab es auch deutlichen Widerspruch. Der damalige stellvertretende Vorsitzende der Unionsfraktion Günter Krings sagte schon zuvor, dass „die Strafbarkeit von Inzesthandlungen […] ein Kernbestand der deutschen Rechtskultur und damit völlig tabu“ sei.

### Ablehnung des Extremismusbegriffes
Im Jahr 2013 starteten die Grüne Jugend und die linksjugend ['solid] die Kampagne Ich-bin-linksextrem. Hintergrund sei, das Extremismusmodell und die damit verbundene Kriminalisierung anzugreifen. Im Rahmen der Online-Aktion hatte sich die damalige Bundesvorsitzende der Grünen Jugend Sina Doughan als „linksextrem“ bezeichnet, weil sie durch „ihr Engagement gegen Nazis und für Demokratie dazu gemacht wurde“.
In diesem Zusammenhang wurde ihre Mitgliedschaft in der vom Verfassungsschutz als linksextrem eingestuften Roten Hilfe kritisiert. Der damalige innenpolitische Sprecher der CSU-Fraktion im bayerischen Landtag, Florian Herrmann, sagte: „Eigentlich müssen bei Demokraten die Alarmglocken klingen, wenn sich Personen um öffentliche Mandate bewerben, die von linken oder rechten Extremisten getragen werden“. Der CDU-Politiker Patrick Schnieder forderte von den Grünen „eine Unvereinbarkeit der Mitgliedschaft in der ‚Grünen Jugend‘ und extremistischen Gruppen wie der ‚Roten Hilfe‘“. Doughan wies die Vorwürfe zurück; der Verein helfe Menschen, „die für Demokratie und Menschenrechte stehen“. Sie sähe es aber „sehr, sehr kritisch“, wenn die Rote Hilfe tatsächlich politisch motivierte Gewalt gutheißen würde. Sie selbst lehne Gewalt in jeder Form aus tiefer Überzeugung ab.

### Für Europäischen Staat
Im Oktober 2015 veröffentlichte die Grüne Jugend einen Tweet, in dem sie unter Bezugnahme auf die 25 Jahre zurückliegende Auflösung der DDR fragte, ob die „Auflösung eines Staates“ nicht noch einmal „mit Deutschland gelingen“ könne, und erntete daraufhin viel Kritik. Der damalige Generalsekretär der CDU, Peter Tauber, bezeichnete den Tweet als „unglaublichen Stuss“.
Der Tweet stieß auch bei eigenen Mitgliedern auf Kritik. Der grüne Bundestagsabgeordnete Dieter Janecek forderte die GJ dazu auf, ein „bisserl weniger [zu] kiffen“. Erik Marquardt, damaliger Sprecher der Grünen Jugend, erklärte später, dass der Tweet auf die Forderung nach einem europäischen Staat bezogen gewesen sei.

### Gegen Nationalismus
Im Juni 2016 forderte der rheinland-pfälzische Landesverband der Grünen Jugend anlässlich der Fußball-Europameisterschaft der Männer die Fußballfans auf, auf die Verwendung der deutschen Nationalfahne zu verzichten. Patriotismus sei als eine Form des Nationalismus abzulehnen und habe „immerzu Konsequenzen“, die besonders dort deutlich würden, „wo er sich als aggressive Form darstellt und das Andere als Feind stigmatisiert“. Dies führte zu einem Shitstorm und Morddrohungen im Internet. Verschiedene Politiker, unter anderem Julia Klöckner, Johannes Kahrs und Andreas Scheuer, äußerten sich ablehnend, Peter Altmaier merkte an, dass die Fahne ein Symbol für ein weltoffenes sowie sympathisches Deutschland sei. Die Forderungen der Grünen Jugend wurden auch vom Grünen-Bundestagsabgeordneten Dieter Janecek kritisiert: Er habe zwar keine Fahne zuhause, unterstütze jedoch die friedliche Begeisterung für die deutsche Fußballnationalmannschaft. Die Grüne Jugend reagierte auf die Anfeindungen und die Kritik mit einer Bekräftigung ihrer Forderung: „Wir bleiben dabei: Freude am Fußball statt an der Nation!“

### Ablehnung der Unschuldsvermutung bei innerparteilichen Vorwürfen
Zu der Kontroverse um mindestens teilweise erfundene parteiinterne Vorwürfe gegen Stefan Gelbhaar erklärte die Grüne Jugend, dass die Unschuldsvermutung nicht innerhalb einer Partei, sondern nur vor Gericht gelte. Grüne-Jugend-Chefin Jette Nietzard erklärte: „Was es aber bedeutet, in einer feministischen Partei zu sein, ist, dass Betroffenen geglaubt wird.“ Die Parteispitze der Grünen widersprach dieser Auffassung.

## Presse
- D. Brössler: Durchs Gebüsch für eine bessere Welt. In: Süddeutsche Zeitung, 3. September 2008
- Torsten Thissen: Grüne Jugend: Bloß nicht Volkspartei sein. In: Welt am Sonntag, 24. Oktober 2010